# اوسوویتس شلانسکی
اوسوویتس شلانسکی (به لهستانی:  Osowiec Śląski) یک روستا در لهستان است که در گمینا توراوا واقع شده‌است. اوسوویتس شلانسکی ۱٬۴۰۰ نفر جمعیت دارد.